# Русская живопись
Ру́сская жи́вопись — история развития русского светского изобразительного искусства начиная с XVII века.

## XVII век
Древнерусскому искусству XVII века свойственно «обмирщение», разрушение иконописных, иконографических канонов. Переоценка ценностей, происходившая во всех сферах русской культуры этого периода, способствовала появлению нового взгляда на мир. Появилось желание отображения повседневной жизни, красоты природы, реального человека. Увеличивается тематика изображений: растёт количество светских (исторических) сюжетов, в качестве образцов используются западные гравюры. Искусство постепенно освобождается от власти иконографических канонов.
Именно в живописи, из других видов искусств, сильнее всего отражаются искания, споры этого века, в котором интенсифицируется процесс общественного развития России. «Сложившаяся в течение веков изобразительная система претерпевает изменения: произведения искусства теряют внутреннюю цельность, в них все более проявляются черты эклектики».
В начале XVII века господствуют два художественных направления — архаизирующий «годуновский стиль» и изощрённая, миниатюристская строгановская школа. Элементы своеобразного реализма, которые можно наблюдать в строгановской школе, получили развитие в творчестве наиболее значимых мастеров-станковистов этого века — царских изографов Оружейной палаты. Их глава Симон Ушаков сочинил в 1667 году «Слово к люботщателям иконного писания», в котором изложил свои взгляды на задачи живописи, по существу ведущие к разрыву с иконописной традицией предыдущей эпохи. В своих иконах он разрушает плоскость, делает глубину перспективы ощутимой, слишком выявляет телесную объёмность в фигурах, аксессуары слишком «реалистичными». Наиболее удачны его работы, где главную роль играет человеческое лицо, в особенности иконы типа «Спас Нерукотворный». «Крупный масштаб лика Христа позволял мастеру продемонстрировать великолепное владение техникой светотеневой моделировки, прекрасное знание анатомии (Ушаков намеревался издать анатомический атлас для художников), умение максимально близко к натуре передать шелковистость волос и бороды, пушистую сень ресниц, матовый блеск белков глаз, красноватую сетку прожилок».

### Фрески
Вероятно, самый выдающийся стенописец этого столетия — Гурий Никитин. Фрески XVII века необычайно декоративны, узорчаты, они потеряли тектонику и соотнесение с архитектурными поверхностями. Характерная черта фресковой живописи 2-й половины XVII века — «бытовизм», интерес к человеку в его повседневной жизни. В них нет пафоса или лиризма, а присутствует занимательная притча, в которой всё интересно, всё вызывает любопытство. Это ведёт к смещению акцентов — внимание фиксируется не на библейских героях, а на красоте природы, труда, повседневности. Так, изображение жатвы в сцене «Воскрешения сына сонамитянки» (церковь Илии Пророка в Ярославле) — уже настоящий русский пейзаж и настоящая жанровая сцена.
Человек в росписях XVII века — обычно деятелен, мечется, жестикулирует, работает; никакой погружённости в себя, неподвижной созерцательности. Сцены до предела многолюдные, полны деталей, третьестепенных персонажей, шума. «Мастера фресковой живописи XVII века вышли на новые рубежи в видении и изображении мира. Они постепенно начинают высвобождаться из плена иконописных канонов, становятся настоящими творцами художественных композиций, и значение этого факта для становления русского искусства нового времени трудно переоценить».
Мастера фрески этого периода — костромичи Гурий Никитин, Сила Савин, переяславец Дмитрий Плеханов, ярославцы Дмитрий Григорьев, Фёдор Игнатьев и другие. Большинство шедевров фрески этого времени сосредоточено в купеческих поволжских городах, в первую очередь — в Ярославле.

### Парсуна
Ярче всего черты, которые будут присущи будущему русскому искусству, из произведений XVII века проявились в искусстве парсуны. Жанр, возникший ещё в последней четверти XVI века, применяет иконописные художественные приёмы для воссоздания реалистичной внешности портретируемого. Предназначались парсуны для надгробных иконостасов. В числе наиболее известных — «Парсуна Скопина-Шуйского» (ок. 1630).

## Искусство XVIII века

### 1-я половина XVIII века

#### Общая характеристика
Это новый период развития русской культуры: возникновение светского искусства благодаря реформам Петра Великого, перенимание западного опыта.
Процесс перенимания, освоения и переработки европейского опыта шёл несколькими путями:
- приобретение за границей готовых произведений
- привлечение иностранных специалистов для работы в России и для преподавания русским ученикам
- посылка русских студентов за государственный счёт на обучение за границу (пенсионеры)[2]

Искусство этого периода, придя на смену средневековью, стало первым звеном в культуре нового времени — качественно иной. Этот перелом отражает общеевропейский процесс перехода от средневекового искусства к новому, однако специфика русского исторического развития такова, что здесь он произошёл на 200—300 лет позднее Италии или Франции, и происходил под большим влиянием этих стран.
Это русское «ученичество» — творческий процесс формирования нового метода художественного творчества. Оно складывалось из:
- творческие поиски и сдвиги канона, произошедшие в древнерусском искусстве XVII века (см. выше)
- деятельность приглашённых европейских мастеров (россика)
- трактаты и увражи (гравированные чертежи), которые создавались в Европе со времён Ренессанса и закрепляли опыт искусства нового времени[2].

То, что Россия совершила этот переход так поздно, повлияло на ряд специфических особенностей её художественного развития. За полвека ему пришлось, ценой огромного напряжения, пройти путь, который другие страны проделали за два-три века. Эта скорость породила ряд сюрпризов, например, параллельное существование нескольких стилей, которые в Европе шли последовательно. Характерными для эпохи были необычные художественные ситуации — преждевременное появление элементов культуры, для восприятия которых ещё не было условий. С середины XVIII века, когда принципы нового искусства окончательно победили, и всюду распространилось барокко, течение русского искусства приобретает более обычный характер. Вслед за периодом развитого барокко (1740—1750-е годы) и кратким, слабо выраженным периодом рококо (рубеж 1750—1760-х годов), наступает классицизм, который будет господствовать до 1830-х.
«Первая четверть XVIII века сыграла особую роль в художественном развитии России. Искусство занимает принципиально новое место в жизни общества, оно становится светским и общегосударственным делом. Происходит распад старой системы художественной жизни и формирование нового единства. Этот путь отмечен существенными сдвигами, которые неизбежны при крутой ломке старого творческого метода. Зарождаются новые взаимоотношения между заказчиком и художником, причём осведомлённость последнего о том, как должно выглядеть современное произведение, часто делает его роль определяющей. Новое искусство не всегда встречается доброжелательно и потому требует широкой государственной поддержки и разъяснения. Воспитательная функция искусства в прямом и более отвлечённом смысле этого слова чрезвычайно возрастает». Разрушается прежнее представление о красоте и воплощающих её формах. Поскольку «грамотность» воспринимается как априорный залог качества (порой ошибочно), появляются более новаторские по методу, но довольно слабые в художественном отношении работы иностранных художников.
Поскольку искусство ещё оставалось «неустановившимся», налицо большая разница в манерах, стилевых приёмах и типологических схемах. В художественную практику потоком вливаются новые идеи и образы, жанры и сюжеты, иконографические образцы. Не существовало строгого отбора, которому подвергалось иностранное вмешательство, хотя его старались всё-таки корректировать, исходя из внутренних потребностей страны и вкусов. В итоге случайное и преждевременное, не отвечавшее национальным потребностям отбрасывалось. «Этот нелёгкий, но глубоко прогрессивный процесс выводил русское искусство на широкую дорогу общеевропейских мыслей и форм, нёс отказ от средневековой замкнутости, косности религиозного мировоззрения, был большим государственным делом. Средствами эпохи Просвещения, которой принадлежит XVIII столетие, русское искусство выполнило функцию, которую обычно берёт на себя Возрождение».
Постепенно растёт новое поколение русских художников-пенсионеров, которые в основном работают в Петербурге — связующем звене между Россией и Западом. Москва же выполняет роль такого звена между Петербургом и провинцией; московская школа складывается из старых мастеров и молодых художников, не прошедших ученичества нового типа. Она также идёт по новому пути, но медленнее и с большим отпечатком традиционного метода. Провинция в 1-й четверти века испытывает весьма слабое влияние новшеств, часто продолжая древнерусские формы, тем более, что в регионы перебираются «старомодные» иконописцы из Москвы.

#### Живопись 1-й половины XVIII века
Живопись претерпевает огромные изменения, складывается станковая картина с её смысловыми и композиционными особенностями. Вместо обратной перспективы иконописи приходит прямая перспектива и связанная с ней передача глубины пространства. Человеческие фигуры начинают изображать согласно верным принципам анатомии; совершенно новая задача — изображение обнажённого тела. Появляются новые средства передачи объёма, художники используют светотень вместо условно символического контура. Техника масляной живописи постепенно вытесняет темперную. Обостряется чувство фактуры — художники научаются изображать мех, бархат и т. п. Если картина сюжетная, то в ней заметны новые принципы взаимосвязи фигур.
Разветвлённой становится сама система живописи: появляются совершенно разные виды станковых произведений, монументальная роспись (панно и плафоны), миниатюры. Жанр портрета теперь включает все известные разновидности: парадный, камерный (обычный и костюмированный), двойной, парный (см. Портрет петровского времени). Появляются аллегорические, мифологические и религиозные сюжеты. «Наличие этих особенностей, хотя и выявляющихся на первых порах в компромиссной форме, позволяет говорить о возникновении живописи нового типа».

##### Парсуна петровского времени
Первые шаги становления жанра портрета связаны с мастерами Оружейной палаты. Выполненные русскими и иностранными мастерами портреты ещё тяготеют к парсуне. Из всех типологических вариантов парсуна отдаёт предпочтение парадному портрету и встречается в этом качестве в нескольких разновидностях. Среди них «портрет-тезис» — наиболее архаический. Он сочетает в пределах условного иконного пространства портретные изображения и многочисленные разъясняющие надписи. Можно говорить и о «портрете-апофеозе». (таковы портреты-картины, изображающие ратные подвиги Петра Великого). Распространены обычные портреты Петра и его сподвижников в рост и на коне. Пространство в таких картинах трактуется стереотипно, а предметы располагаются в нём больше как его символы, чем как реальные пространственные отношения. Также условно взаимоотношение внутреннего и внешнего пространства. Любопытно, что парсуна отходит от колористического изобилия XVII века, однако скрупулёзная передача орнамента и деталей костюма сохраняется, придавая полотнам повышенное декоративное звучание.
Мастера ещё не владеют новыми принципами передачи объёма. Они соединяют нарочито выпуклые, реалистически объёмные лица и по-иконописному плоскостные узорчатые одеяния. «Большие размеры холстов, их импозантный дух, богатство обстановки и выставленных напоказ драгоценностей призваны иллюстрировать социальную значимость изображённого. Образ автономен, он сосредоточен на себе и безразличен к окружающему». Живопись ещё не дозрела до передачи индивидуальности, но всё-таки старается передать черты модели по-своему. С этим вступает в противоречие тенденция к созданию символически обобщённого образа. Общее и индивидуальное пока ещё не слито в органическое единства, и конкретные черты еле-еле проступают под типизирующей «маской».
Линия парсуны (1680—1690-е гг.) затем сталкивается с сильным потоком произведений иностранцев и пенсионеров, который почти полностью вытесняет её. Однако при этом она продолжает существовать, и её черты проявляются в творчестве и передовых художников эпохи (Никитин, Вишняков, Антропов), как свидетельство незавершённого перехода от средневековой к новой манере. Следы парсунности встречаются и во 2-й половине XVIII века, особенно в работах крепостных и провинциальных мастеров, самоучек. Это явление имеет аналоги на Украине, в Польше (сарматский портрет), Болгарии, Югославии, странах Ближнего Востока.

##### Иван Никитин
Иван Никитин — основатель новой русской живописи. Его биография типична для поколения: работать начал в Москве, по произведениям этого периода («Царевна Наталья Алексеевна», «Цесаревна Анна Петровна») видно, что Никитин уже хорошо знаком с европейской системой композиции, вдумчиво относится к моделям, однако фигуры ещё скованы, и в живописи видны следы старых приёмов. Затем он отправляется в пенсионерскую поездку в Италию, по возвращении оттуда создаёт зрелые работы вполне в современной системе живописи. Ему не свойственны поверхностные ухищрения, стремление к «грациозности», он стремится к серьёзности, заботится о содержании, целиком сосредотачивается на выявлении лиц. Поэтому его портреты близки по размерам, формату, позе, гамме. В своих портретах Петра Великого (круглом), канцлера Головкина и напольного гетмана он далеко опережает современников, работавших в России. «Его портреты обнаруживают глубину проникновения в характер — черту, которая станет доступной школе в целом лишь во второй половине столетия. В этом опережении, вообще характерном для бурного петровского времени, одарённость художника сказывается особенно ярко». Влияние его на русскую живопись могло бы оказаться сильнее, но при Анне Иоанновне он был арестован, заключён в Петропавловскую крепость, был в ссылке и умер на пути оттуда.
- И. Никитин. «Царевна Наталья Алексеевна»
- И. Никитин. «Царевна Анна Петровна»
- И. Никитин. «Портрет Петра Великого»
- И. Никитин. «Портрет напольного гетмана»

##### Андрей Матвеев
Другой крупный мастер этой эпохи — Андрей Матвеев. Он был послан учиться в Голландию, и вернулся уже после смерти Петра Великого, заняв важное место в искусстве 1730-х годов. Среди его произведений — «Венера и Амур» и «Аллегория живописи», свидетельство трудного для русского искусства освоения незнакомого мифологического сюжета, сложных композиционных схем и изображения обнажённого тела. Этим маленьким полотнам присуще картинное начало, которое есть и в «Автопортрете с женой» (1729) — целой композиции на фоне колонны и пейзажа, со взаимодействием персонажей, мягким колоритом. «Важно и другое: тонкое интимное чувство впервые открыто и вместе с тем целомудренно представлено на обозрение. Здесь проявился существенный сдвиг в художественном сознании, завоевание качества, принципиально нового для русской живописи». Также хороши парные портреты И. Голицына и его жены (1728), где в отличие от Никитина, он стремится к большей остроте и откровенности к передаче индивидуального.
- А. Матвеев. «Венера и Амур» (1726?)
- А. Матвеев. «Аллегория живописи» (1725)
- А. Матвеев. Портрет И. Голицына (1728)
- А. Матвеев. Портрет А. П. Голицыной

### Живопись середины XVIII века
Для середины столетия, в целом, характерен более ровный процесс художественного развития — без резких перепадов, опережений и отставаний предыдущего периода. Оно существует в принципиально-едином барочно-рокайльном русле, но однако, это не делает его обезличенно однородным — несколько потоков и тенденций явно различимы:
- Произведения русских мастеров
- Произведения иностранных мастеров, работавших в России (россика)

Русские мастера, как правило, становились художниками, пройдя через мастерские Канцелярии от строений (Вишняков, Антропов и другие). Этих мастеров загружали декоративными работами, однако они находили время и для создания портретов. «Их представление о натуре заметно окрашено традиционностью». Они создают портреты для триумфальных ворот и других целей, при этом приноравливая европейские схемы для своих задач. В процессе они самостоятельно и будто заново открывают для русского искусства портретную живопись. «Они совершают своего рода самостоятельный переход к искусству Нового времени, хронологически запоздавший по сравнению со стремительными темпами Никитина и Матвеева. Во многом уступая этим мастерам по степени близости к европейским образцам, художники середины XVIII века интересны сохранением традиционных представлений о красоте, соединяемых теперь, как и в архитектуре, с „грамотностью“ Нового времени».
В царствование Елизаветы Петровны в Россию приходит рококо (см. Рококо в России), начавшееся во Франции несколькими десятилетиями ранее.

#### Иван Вишняков
Вишняков занимает особое место в этой среде. Он воспринял нормы парадного портрета внимательно, но они приобрели у него несколько напряжённую, но при этом изысканно изящную интерпретацию. В портретах детей Фермор, мальчика Голицына их застенчивость, непривычка к позированию органично сочетаются с деликатной манерой автора. «Отсюда проистекает смесь ломкой грации с неизбежной, но забавной выспренностью». Вишняков пишет портреты-картины с торжественной постановкой фигур, интерьерным или пейзажным фоном, который при этом остаётся условной средой, хоть и окрашенной особым настроением.
- И. Вишняков. Портрет Виллима Фермора (1749—1759)
- И. Вишняков. Портрет Ф. Голицына. (Ок. 1760)
- И. Вишняков. Портрет императрицы Елизаветы (1743)
- И. Вишняков. Портрет неизвестного (1750)

#### Алексей Антропов
Антропов — наиболее яркий выразитель национального варианта барокко, образцовый художник середины XVIII века. Как и Вишняков, в основном он занимался заказами Канцелярии от строений и иконописными заказами, но в историю вошёл портретами. Он писал парадные портреты (Пётр III, архиепископ Сильвестр Кулебяка и др.), но особенно ценны его камерные портреты. Небольшие по размеру, «они характеризуются довольно однообразной грузноватой „посадкой“ фигуры, которой словно тесно в отведённом пространстве» (А. М. Измайлова, М. А. Румянцева). «Типичны и овальные лица, нередко написанные, в отличие от фигуры, почти стереоскопично и воспринимающиеся как выпуклая, точно надутая изнутри форма, что перекликается с приёмами иконописания, с характерным для него контрастом объёмного „личного“ и плоскостного изощрённо узорчатого „доличного“ письма» (атаман Краснощёков). «Благодаря жестковатой обводке теней, лица иногда вызывают ассоциацию с деревянной русской пластикой, с её тщательно отшлифованной и до иллюзорности ровно окрашенной поверхностью». Его манера темпераментна, кисть уверена, цвета — яркие локальные, заметна вещественность и подчёркнутая декоративность, но при этом он тщательно выписывает физиогномические особенности. Эта тщательность хороша, когда надо писать стариков (чета Бутурлиных), но мешает ему при изображении молодых женщин (Т. А. Трубецкая), поскольку в живописи того времени господствует тенденция к нивелировке частных особенностей. В его творчестве переплетаются серьёзность, прямолинейность со стремлением к галантности и приятной задумчивости.
- А. Антропов. Пётр III
- А. Антропов. Т. А. Трубецкая
- А. Антропов. М. А. Румянцева
- А. Антропов. Д. И. Бутурлин

#### Иван Аргунов
Аргунов был крепостным, и это влияло на его творчество: воля заказчика часто преобладала над его желаниями. При этом, в отличие от Антропова, он оказался непричастным к иконной и парсунной традиции — у него была другая школа и другие образцы (старая и современная европейская живопись стиля рококо, работы придворного мастера Гроота, у которого Аргунов был учеником). Кроме того, он прожил длинную жизнь, и найдя своё место в искусстве 2-й половины века, «он воплотил живую преемственность очень важных принципов русской живописи».
В основном он писал распространённые в середине века «полупарадные» камерные портреты в поколенном срезе («И. И. Лобанов-Ростовский»). Многие его модели — семейство его владельцев Шереметевых и их предки (так появляются «исторические (ретроспективные) портреты»). Интересны его портреты людей своего социального слоя (супруги Хрипуновы, т. н. автопортрет и парный портрет жены, портреты архитектора Ветошникова и его жены), в них он выходит за рамки безразличия к окружающему и замкнутости в себе — в новое качество интимного портрета. «Этому ещё мешают типично барочное понимание живописи как украшения, пристрастие к яркому переливчатому цвету, орнаментальность, обилие аксессуаров и других „антуражных“ элементов». В работах всё-таки видно заинтересованное доверие и приглашение к соучастию, что найдёт развитие во 2-й половине века. «Общее для середины века ощущение радости жизни, хотя и робко, но уже начинает облекаться в духовное качество».
- И. Аргунов. Т. н. автопортрет (портрет неизвестного архитектора)
- И. Аргунов. И. И. Лобанов-Ростовский
- И. Аргунов. А. П. Шереметева
- И. Аргунов. Калмычка Аннушка

#### Пьетро Антонио Ротари
Работы иностранцев (россика) в целом отличаются более последовательным следованием стилю. Царившее в Европе в ту эпоху рококо было представлено французами (Луи Токе), немцами (братья Георг Гроот и Иоганн Фридрих Грот, Георг Гаспар Преннер), а также итальянцем Пьетро Ротари.
Он стал популярным благодаря своим «портретам-головкам» — миловидным девушкам в грациозных поворотах и разнообразных костюмах. Ему присущи декоративные качества, естественная грация, которая всегда была заманчивой и часто недоступной для русского художника и зрителя.
- П. Ротари. «Девушка с чёрной маской»
- П. Ротари. Портрет архитектора Бартоломео Растрелли
- П. Ротари. Портрет В. А. Шереметевой
- П. Ротари. Портрет Е. М. Храповицкой

#### Георг Грот
Грот внёс важный вклад в развитие русской живописи, как человек, знакомый с европейской иконографией. Он варьировал её приёмы в императорских портретах. Особенно ему удавались парадные портреты малых форм, утончённые и грациозные («Елизавета Петровна на коне», «Елизавета Петровна в маскарадном домино»). В ряде портретов («В. В. Долгоруков», «А. Н. Демидов») он акцентирует физиогномические свойства персонажей, сообщая произведениям привкус характерности, почти гротескности. В портретах Грота рокайльный портрет — это не просто несерьёзная, приятная для глаз забава, его живопись ищет оттенки характера, предвосхищая основную задачу портрета 1760-х годов.

## XIX век
В центре острой дискуссии в 1894 году оказалось «Распятие» Николая Ге. По требованию императора Александра III оно было удалено с выставки Товарищества передвижных художественных выставок. Был наложен запрет на её публичную демонстрацию в музеях и выставочных залах, поэтому желающие знакомились с картиной на частных квартирах близких друзей художника в Москве и Санкт-Петербурге. После смерти Николая Ге картина вошла в коллекцию его сына Николая, некоторое время находилась на хранении (без права экспонирования в залах) в Третьяковской галерее, но была из неё удалена по решению Совета галереи. В 1899 году Николай Ге (младший) вывез полотно и другие принадлежавшие ему работы отца в Швейцарию. В настоящее время местонахождение полотна неизвестно.